# 大叶醉鱼草
大叶醉鱼草（学名：Buddleja davidii），又名绛花醉鱼草（中国树木分类学）、穆坪醉鱼草（中国树木分类学）、兴山醉鱼草（中国树木分类学）、白背叶醉鱼草（云南植物研究）、白壶子（甘肃武都），是玄参科醉鱼草属的植物。

## 命名
學名Buddleja davidii來自英國植物學家亞當·巴德爾以及法國植物學家譚衛道。譚衛道十九世紀末發現了此品種，William Houstoun將其引進英國時，建議命名紀念巴德爾，因此學名依照兩人的名字Buddle以及David命名。

## 形态
落叶灌木，高3～5米，小枝微有棱，被柔毛。椭圆状披针形的叶片对生，叶片大，长5-25厘米，缘有细齿，叶背密被星状绒毛。多数小聚伞花序集成穗状圆锥花序，有淡紫、红、暗红、白、蓝等色，口部橘黄，花色丰富，花味芬芳。条状矩圆形蒴果，无毛或稍有鳞毛；种子多数，两端有长尖翅。

## 分布
原产於中国西北部和日本，現分布在马来西亚、美国、日本、非洲、印度尼西亚、英國、紐西蘭以及中国大陆的云南、西藏、广西、四川、浙江、江西、陕西、甘肃、广东、贵州、湖南、江苏、湖北等地，生长于海拔800米至3,000米的地区，一般生长在山坡及沟边灌木丛中，常作为观赏植物栽培，并有很多变种已培育并命名。
此物种已在欧洲中部和南部的大部分城市中野生化，遍及荒地及花园，是一种具有观赏价值的植物，因为很多蝴蝶物种均会以其花蜜为食。
严冬时，大叶醉鱼草在温度−15℃－−20℃的北方大陆性气候地区难以存活。

## 图片

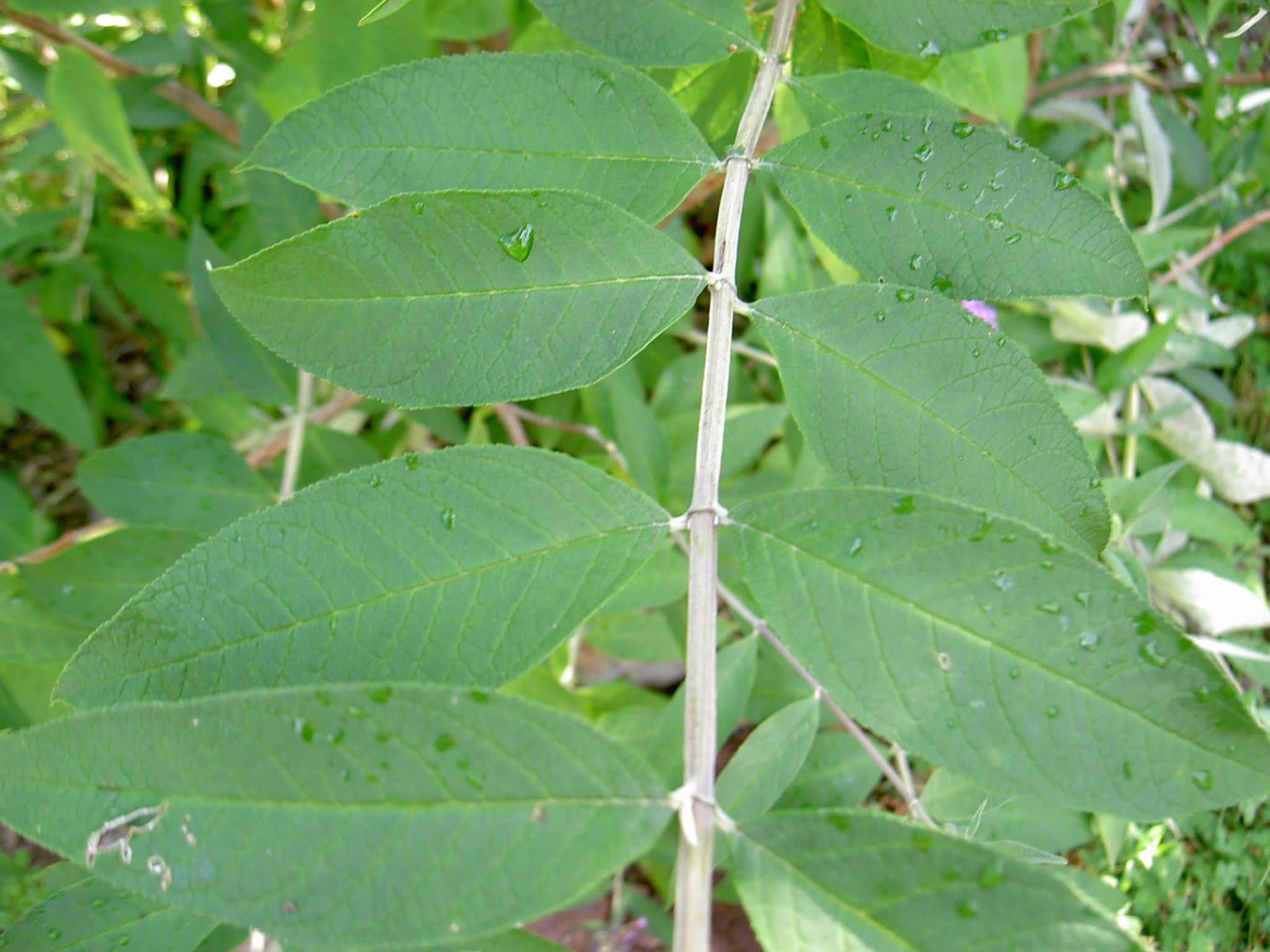
叶
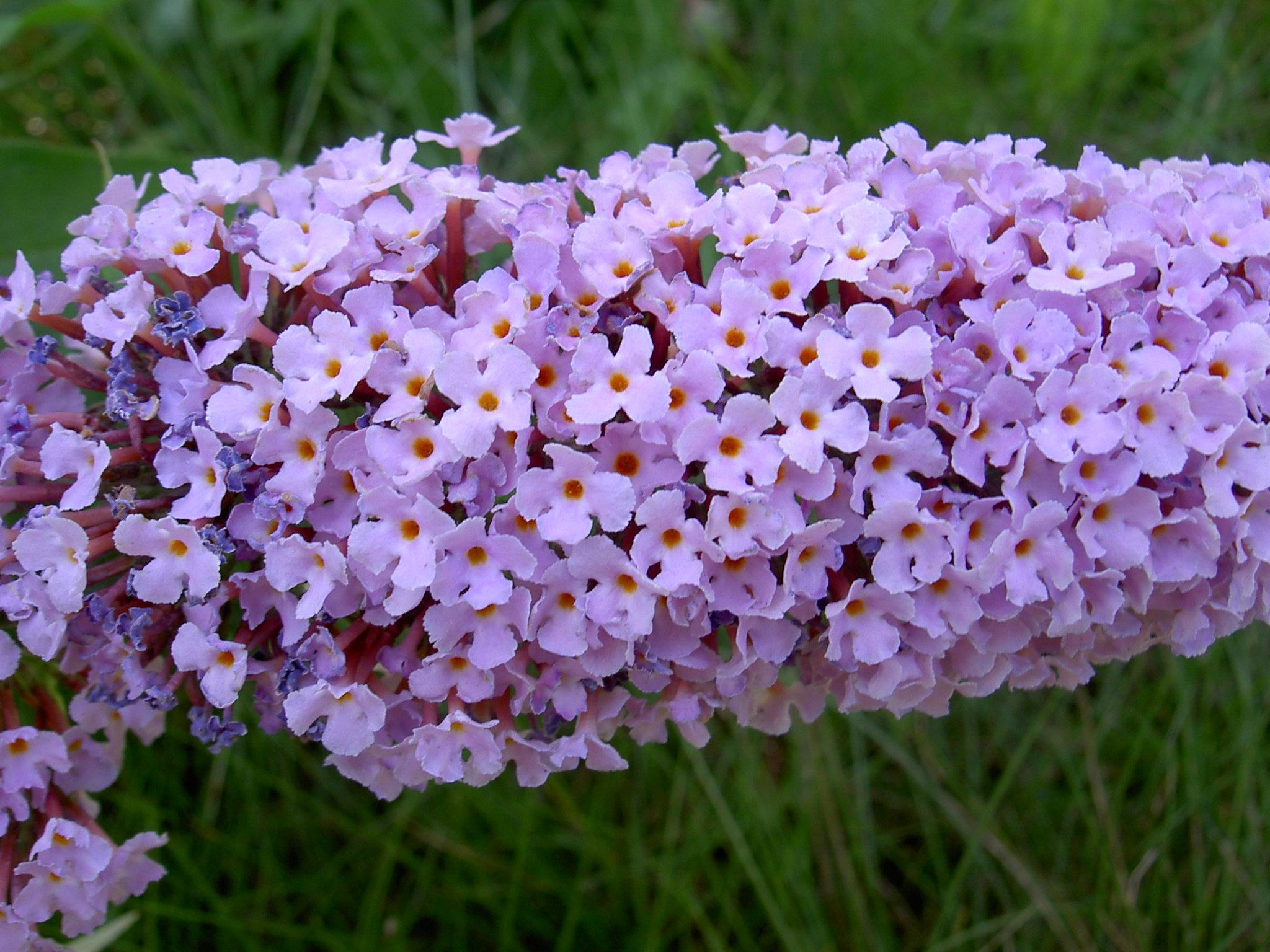
花
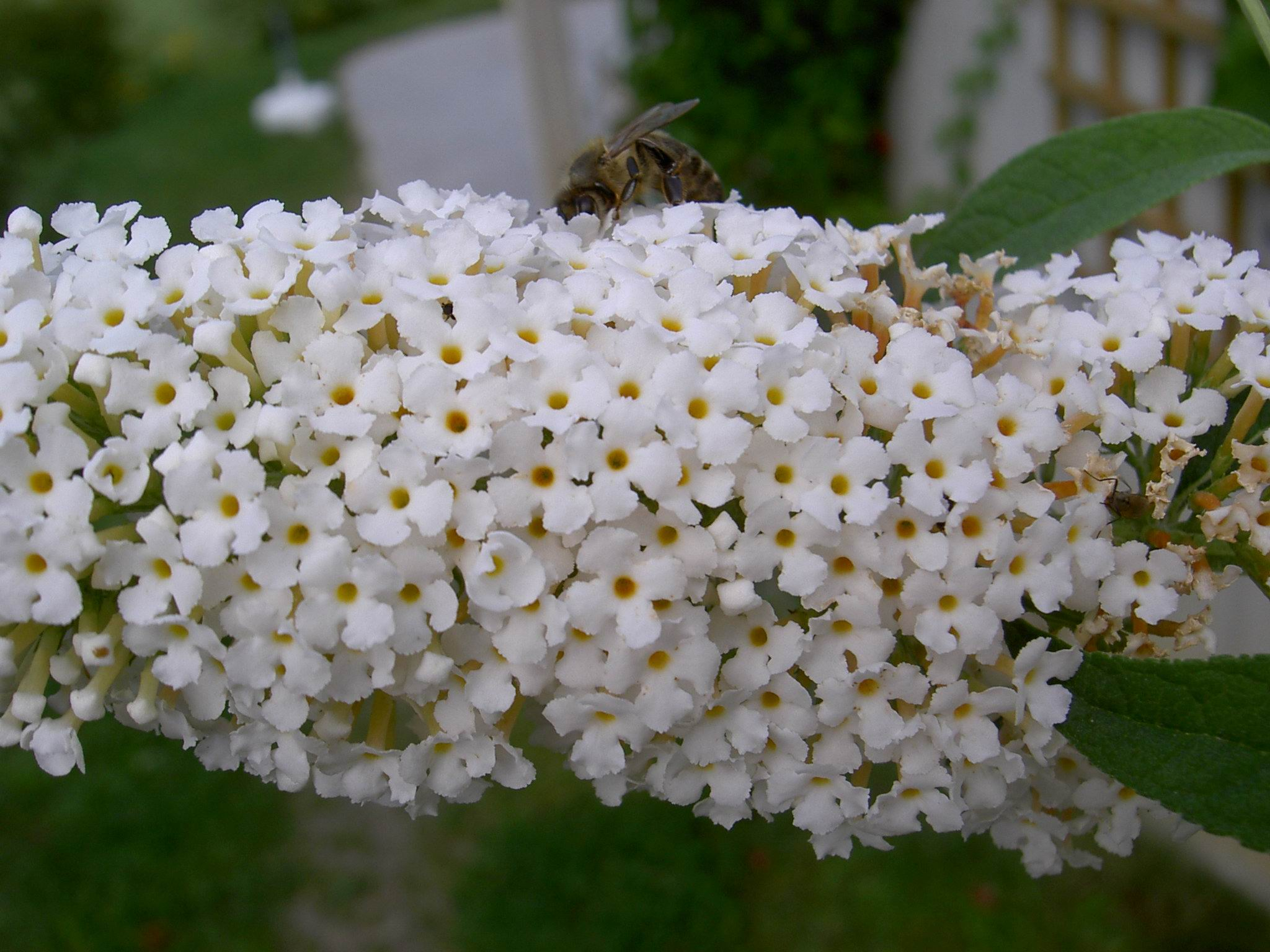
白花
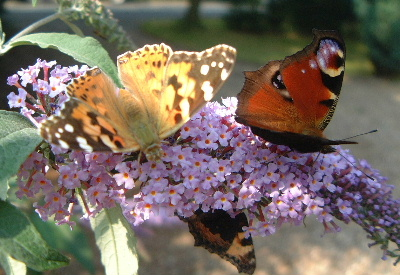
花与蝴蝶
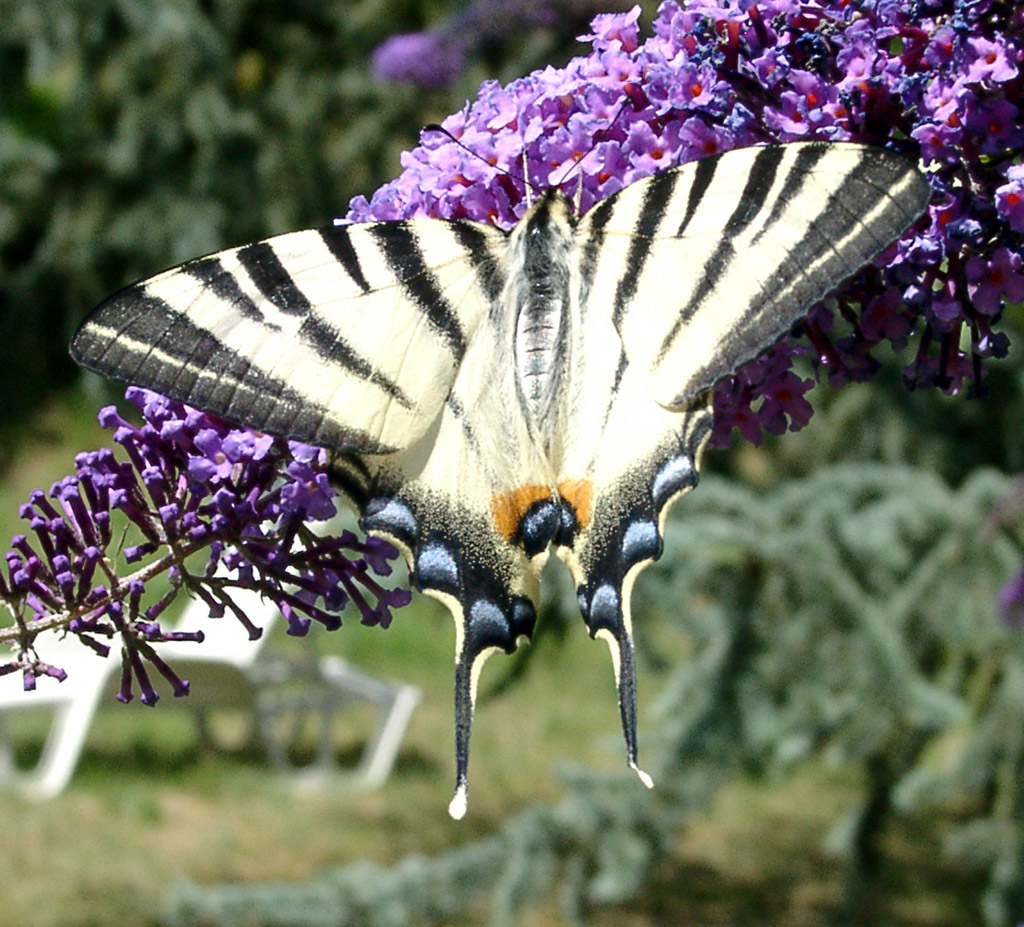
停驻在大叶醉鱼草上的旖凤蝶（Iphiclides podalirius）